# 厦门港
厦门港指台湾海峡西岸环厦门湾和东山湾的港区，包括东渡、海沧、翔安、招银、后石、石码、古雷、东山、和诏安等十个港区。港口、航道和水路运输实施行政管理的交通行政管理部门为厦门港口管理局。
厦门港是中国沿海主要港口之一，是中国综合运输体系的重要枢纽、集装箱运输干线港、东南沿海的区域性枢纽港口、对台航运主要口岸。

## 港区条件
港湾由大小金门等岛屿形成一道天然屏障，港内水域宽阔、水深浪小、不冻少淤。岸线总长202.3公里，适于建港的岸线60.5公里；锚地面积达19平方公里。进港航道全长约42公里，水深达到-14米，10万吨级船舶全天候进出港。
目前，全港共有生产性泊位122个，深水泊位33个，包括集装箱、石油、煤炭等专用码头，第六代集装箱船舶可直接靠泊作业。共有53条国际集装箱班轮航线通达全球各主要港口。2006年全港累计完成货物吞吐量7792.07万吨，集装箱吞吐量突破400万标箱，达到401.3万标箱，港口基础设施建设投资完成26.5亿元，厦金客运直航航线旅客突破60万人次，达到60.75万人次。

## 港区规划

### 厦门市区
东渡港区
目前功能上以集装箱运输为主，兼顾散粮、杂货运输。未来计划转变为邮轮母港，为大型豪华邮轮停靠提供服务。
海沧港区
以集装箱干线运输为主，兼顾石油化工和煤炭等散货运输，积极发展保税港区和现代物流服务功能。
翔安港区
以承接东渡港区石材、散杂货和内贸集装箱运输功能搬迁起步，逐步发展成为以集装箱运输为主，兼顾散杂货运输，并积极拓展保税物流等功能。

### 龙海市
招银港区
以集装箱、杂货运输和临港工业发展为主，兼顾散粮、建材和客滚运输。
后石港区
主要为后方临港工业服务，以石油化工、LNG、煤炭等大宗液体散货、干散货运输为主。
石码港区
主要服务漳州龙海地方经济，以杂货和建材运输为主。

### 漳浦县
古雷港区
主要服务大型临港石化产业园，以石油化工运输为主，兼顾散杂货运输，是以工业港为特色的大型深水港区。

### 云霄县
云霄港区
服务周边地区经济和临港工业开发，初步规划以散货和件杂货运输为主，可承接厦门湾修造船等临港工业功能。

### 东山县
东山港区
以服务临港工业和地方经济发展为主，城垵、铜陵作业区发展散杂货和对台客滚运输，冬古作业区以服务城市旅游为主，兼顾油品运输。

### 诏安县
诏安港区
服务临港工业和地方经济发展，以散杂货运输为主。

## 主要航线
- 厦门—日本：神户、门司、大阪、横滨、名古屋、东京、川崎、千叶、日立市、那霸、石垣、都港、德山、水岛、雪古、清水
- 厦门—美国：长滩、奥克兰、旧金山、洛杉机、西雅图、纽约
- 厦门—欧洲、地中海：鹿特丹、汉堡、安特卫普、塞布律格、哈佛尔、不来梅哈芬、 巴塞罗那、热那亚、那不勒斯
- 厦门—澳大利亚：悉尼、墨尔本、布利斯班
- 厦门—拉美：曼萨尼亚（墨西哥）、圣何塞（哥斯达黎加）、科林托（尼加拉瓜）、巴尔博亚（巴拿马）、瓜亚基尔（厄瓜多尔）、卡亚俄（秘鲁）、伊基克、瓦尔帕莱索、利尔肯（智利）
- 厦门—新加坡
- 厦门—韩国：釜山
- 厦门—高雄：转口到世界各地港口
- 厦门—香港：转口到世界各地港口
- 厦门—越南：胡志明市
- 厦门—泰国：曼谷
- 厦门—柬埔寨：西哈努克
- 厦门—台中